# Węglin (Pomerania Occidental)
Węglin [pronunciación en polaco: /ˈvɛnɡlin/] (en alemán: Sabinenhof) es un asentamiento ubicado en el distrito administrativo de Gmina Ostrowice, dentro del Condado de Drawsko, Voivodato de Pomerania Occidental, en el norte de Polonia occidental. Se encuentra aproximadamente a 9 kilómetros al suroeste de Ostrowice, a 9 kilómetros al noreste de Drawsko Pomorskie, y a 88 kilómetros al este de la capital regional Szczecin.
Antes de 1945, el área fue parte de Alemania. Para la historia de la región, véase Historia de Pomerania.